# Las Palmas, Atotonilco el Alto
Las Palmas är en ort i Mexiko.   Den ligger i kommunen Atotonilco el Alto och delstaten Jalisco, i den centrala delen av landet, 400 km väster om huvudstaden Mexico City. Las Palmas ligger 1 608 meter över havet och antalet invånare är 702.
Terrängen runt Las Palmas är kuperad åt sydost, men åt nordväst är den platt. Las Palmas ligger nere i en dal. Runt Las Palmas är det ganska tätbefolkat, med 86 invånare per kvadratkilometer. Närmaste större samhälle är Atotonilco el Alto, 2,9 km väster om Las Palmas. I omgivningarna runt Las Palmas växer huvudsakligen savannskog.